# Robert Mazaud
Robert Mazaud, francoski dirkač, * 1906, Francija, † 28. julij 1946, Nantes, Francija.
Robert Mazaud je na dirkah za Veliko nagrado prvič nastopil v sezoni 1938 na dirki Mille Miglia, na kateri je z dirkalnikom Delahaye 135CS osvojil sedmo mesto. Že na naslednji dirki za Veliko nagrado Anversa pa je z zmago dosegel največji uspeh kariere, nato pa še drugo mesto na dirki za Veliko nagrado Frontieresa, kjer ga je premagal le znameniti Maurice Trintignant. V sezoni 1939 je dosegel peti mesti na dirkah za Veliko nagrado Centenaira in Veliko nagrado Belgije ter šesti mesti na dirkah Grand Prix de Pau in Velika nagrada Nemčije. Po drugi svetovni vojni je svoj zadnji večji uspeh dosegel s tretjim mestom na dirki René le Bègue Cup z dirkalnikom Maserati 4CL, 28. julija 1946 pa se je na dirki za Prix des 24 heures du Mans smrtno ponesrečil. 